# قادرآباد (خرم‌بید)
قادرآباد شهری در بخش مشهد مرغاب شهرستان خرم‌بید استان فارس است.
این شهر، مرکز بخش مشهد مرغاب می‌باشد و در ۱۴۰ کیلومتری شمال شیراز و ۱۵ کیلومتری مقبره کورش بزرگ واقع شده‌است.
از ویژگی‌های اقتصادی شهر قادرآباد می‌توان به کشاورزی صنایع تبدیلی کشاورزی که شامل شرکت‌های تولیدی خیار شور و ترشیجات و رب گوجه فرنگی از جمله شرکت یک و یک، برندهای گل بید، آنوشا، زی تک، سمردیس، افسر، لویی و… اشاره کرد.

## جمعیت
بر پایه سرشماری عمومی نفوس و مسکن در سال ۱۳۹۵ جمعیت این شهر ۱۴٬۹۷۳ نفر (۴٬۴۸۰ خانوار) بوده‌است.
مردم این شهر به زبان فارسی و عده ای به زبان عربی صحبت می‌کنند.
بزرگترین جامعه ایلاتی جمعیت این شهر از ایل چگینی میباشند و به زبانی مختلط از فارسی عربی و لری صحبت میکنند

## موقعیت جغرافیایی
قادرآباد (مشهد مرغاب) یکی از دو بخش اصلی شهرستان خرمبید در شمال استان فارس می‌باشد و در ۵۳ درجه ۱۶ دقیقه شرقی و ۳۰ درجه و۱۷ دقیقه شمالی واقع شده‌است و با ارتفاع ۱۹۰۰ متر از سطح دریا در ۱۳۵ کیلومتری مسیر شیراز - اصفهان قرار گرفته‌است. قادر آباد در واقع نقطه انشعاب جاده ای است که به شهرهای کره‌ای(سرچهان)، هرات، شهربابک و در انتها به شهر کرمان ختم می‌شود. از شمال به شهرستان خرمبید، از شرق به شهرستان بوانات و شهرستان سرچهان، از جنوب به شهرستان پاسارگاد و از غرب به شهرستان اقلید محدود است. این منطقه از چهار طرف با رشته کوه‌های به هم پیوسته محصور شده و از طریق گردنه دیدگان، گردنه ساقه بلند و تنگ سعادتشهر با شهرهای اطراف ارتباط دارد.

## آب وهوا
قادرآباد به دلیل ارتفاع زیاد از سطح دریا و وجود کوهستان‌های اطراف دارای آب و هوای معتدل کوهستانی و جزء مناطق نسبتاً «سرد شمال استان بوده و در فصل زمستان سرد و در تابستان نسبتاً» خنک است. در زمستان‌ها سردی هوا به حدود ۱۸ درجه زیر صفر و در تابستان گرمی هوا به حدود ۳۵ درجه بالای صفر می‌رسد.

## ویژگی‌های اقتصادی
1. زمین‌های مرغوب و حاصلخیز و منابع غنی آب‌های زیر زمینی و رودخانه‌های پرآب باعث گرایش عامه مردم به شغل کشاورزی، دامپروری و باغداری شده‌است. از محصولات کشاورزی این منطقه :گندم، جو، ذرت، آفتابگردان، خیارسبز، گوجه فرنگی، نخود، لوبیا، عدس، چغندر قند، بادمجان، سیب زمینی، بوده و محصولات باغی شامل سیب، هلو، آلوسیاه، آلو زرد، شفت آلو، زردآلو، به، انگور، گردو و بادام می‌باشد.
2. یکی از قطب‌های اقتصادی منطقه کارخانه یک ویک است که شهرت جهانی داشته و محصولات متعددی را تولید نموده که علاوه بر مصرف داخلی به بازارهای جهانی نیز صادر می‌نماید. تولیدات این کارخانه شامل آبلیمو، رب گوجه، خیار شور، خوراک بادمجان، مرباجات، انواع کنسروها، ترشیجات و… می‌باشد.
3. شرکت چشمه بناب (یگان دشت) با داشتن زمین‌های کشاورزی و باغات فراوان و مرکز پرورش ماهی قزل آلا، یکی دیگر از قطب‌های اقتصادی منطقه است.
4. شرکت‌های مواد غذایی: گل بید (سرافراز ابراهیمی) - آنوشا (کیانی) - زی تک (ابراهیمی) -سمردیس (اکرمی)- لوئی (مدنی)، افسر (کارگر)

## دانشگاه‌ها
این شهر دارای سه مرکز دانشگاهی است:
- دانشگاه جامع علمی کاربردی یک و یک
- دانشگاه آزاد اسلامی
- دانشگاه پیام نور

## شخصیت‌ها
- محمد ناظم الشریعه[۲]

مربی تیم ملی فوتسال ایران از سال ۱۳۹۴ تاکنون.
- علی قلی هدایت

سناتور ایرانی در دوره‌های دوم تا ششم، نهم، دهم تا سیزدهم مجلس شورای ملی و مجلس سنا که در سال ۱۳۴۶ کارخانه محصولات غذایی یک و یک را تأسیس کرد.
- حبیب‌الله نجفی

یکی از فرمانداران شهرستان خرمبید بوده‌است.
- مهندس عباس غلامی

شهردار اسبق قادراباد که از مهم‌ترین فعالیت‌های وی، راه اندازی پارک سراسیاب (آب انبار) می‌باشد.
- نعمت‌الله اکبری نژاد

یکی از فرمانداران شهرستان استهبان بوده‌است فرماندار فعلی جویُم می‌باشد.
مهندس عباسعلی دهقانیان:
شهردار اسبق قادرآباد و مزایجان، شهردار فعلی اکبر آباد شیراز 
کارآفرینان:
سرافراز ابراهیمی، ولی اله کیانی، مرتضی ابراهیمی، اکبر ابراهیمی، اکبر فلاح، رضا کارگر، مجید شجاع، اصغر مدنی، ذبیح اله اکرمی، محمد قاسمی، جعفر شجاع.

## حوزه‌های گردشگری

### طبیعی
- پارک سر آسیاب قادرآباد
- پارک شهدا
- چشمه بناب
- سرچشمه
- کوه‌های چنگ مرغک (دوزاغان)
- منطقه تاریخی تنگ حنا